# Christian Cooke
Christian Louis Cooke (Leeds, 15 settembre 1987) è un attore britannico.

## Biografia
Cooke è nato a Leeds, nel West Yorkshire, dove ha frequentato la St. Mary's Catholic High School di Menston e l'Arts Centre di Bingley. Ha un fratello maggiore, Alex, e una sorella minore, Gabrielle. Ha iniziato la sua carriera da attore all'età di dieci anni, quando è apparso nella produzione di Bedazzled presso il Bingley Arts Centre. La sua prima apparizione televisiva è stata in una pubblicità degli hamburger di manzo della compagnia Birds Eye.
In seguito Cooke ha interpretato, dal 2000 al 2006, il ruolo di Luke Kirkwall nella serie televisiva di ITV Where the Heart Is. Inoltre è apparso nelle serie televisive Doctors, The Royal, Casualty e L'ispettore Gently. Ha recitato in un episodio della serie della BBC Robin Hood, nel ruolo del fratello minore di Will Scarlet.
Cooke è anche apparso nella serie The Chase trasmessa da BBC One e ha interpretato Brae Marrack nella soap opera di ITV1 Echo Beach. Nel 2008 ha recitato negli episodi Lo stratagemma di Sontaran e Il cielo avvelenato di  Doctor Who, interpretando il soldato UNIT Ross Jenkins, che viene ucciso nell'episodio successivo. All'inizio del 2009, ha interpretato il ruolo principale di Luke Rutherford nella serie televisiva di ITV1 Demons.
In seguito è apparso nella serie televisiva di ITV2 Trinity, dove ha avuto diverse scene di nudo nel primo episodio. Nel 2010 ha interpretato il ruolo principale di Freddie nel film L'ordine naturale dei sogni diretto da Ricky Gervais e Stephen Merchant.
Cooke ha inoltre recitato nell'acclamata miniserie televisiva di Channel 4 The Promise, diretta da Peter Kosminsky. Dal 2012 è tra gli interpreti principali della serie televisiva di Starz Magic City, ambientata nella Miami degli anni cinquanta.

## Filmografia

### Cinema
- Wish, regia di Matt Day – cortometraggio (2007)
- L'ordine naturale dei sogni (Cemetery Junction), regia di Ricky Gervais e Stephen Merchant (2010)
- Unconditional, regia di Bryn Higgins (2012)
- Romeo and Juliet, regia di Carlo Carlei (2013)
- Scrivimi ancora (Love, Rosie), regia di Christian Ditter (2014)
- Electricity, regia di Bryn Higgins (2014)
- Point Blank - Conto alla rovescia (Point Blank), regia di Joe Lynch (2019)

### Televisione
- Wilmot – serie TV, 13 episodi (1999-2000)
- Where the Heart Is – serie TV, 68 episodi (2000-2006)
- Casualty – serie TV, 2 episodi (2002-2006)
- Barking! – serie TV, 1 episodio (2004)
- Doctors – serial TV, 1 puntata (2006)
- L'ispettore Gently (Inspector George Gently) – serie TV, 1 episodio (2007)
- The Chase – serie TV, 9 episodi (2007)
- The Royal – serie TV, 1 episodio (2007)
- Robin Hood – serie TV, 1 episodio (2007)
- Echo Beach – serial TV, 12 puntate (2008)
- Doctor Who – serie TV, 2 episodi (2008)
- Demons – serie TV, 6 episodi (2009)
- Trinity – serie TV, 8 episodi (2009)
- The Promise – miniserie TV, 4 puntate (2010-2011)
- Magic City – serie TV, 16 episodi (2012-2013)
- Le streghe dell'East End (Witches of East End) – serie TV, 13 episodi (2014)
- The Art of More – serie TV, 20 episodi (2015-2016)
- Le due verità (Ordeal by Innocence) – miniserie TV, 3 puntate (2018)
- Pronti a tutto (Barkskins) – miniserie TV, 8 puntate (2020)
- That Dirty Black Bag – miniserie TV, 8 puntate (2022)

## Doppiatori italiani
Nelle versioni in italiano delle opere in cui ha recitato, Christian Cooke è stato doppiato da:
- Andrea Mete in Point Blank - Conto alla rovescia, Pronti a tutto
- Marco Vivio in Scrivimi ancora, That Dirty Black Bag
- Davide Perino in L'ordine naturale dei sogni
- Emiliano Coltorti in Romeo and Juliet
- Gabriele Sabatini in The Art of More
- Edoardo Stoppacciaro in Magic City
- Daniele Raffaeli ne Le due verità